# مارغريت تشان
الدكتورة مارغريت تشان، مديرة عامة سابقة لمنظمة الصحة العالمية من جنسية صينية وكندية. تحصلت الدكتورة تشان على شهادة الطب من جامعة أونتاريو في كندا والتحقت بإدارة الصحة بهونغ كونغ في عام 1978، حيث بدأت حياتها المهنية في مجال الصحة العمومية. وفي عام 1994 عُيّنت تشان في منصب مدير إدارة الصحة بهونغ كونغ. وأطلقت أثناء إشرافها على تلك الإدارة خدمات جديدة لتوقي انتشار الأمراض وتعزيز الصحة. كما أدرجت مبادرات جديدة ترمي إلى تحسين ترصد الأمراض السارية ومواجهتها، وتعزيز عمليات تدريب المهنيين العاملين في مجال الصحة العمومية، وإلى تحسين التعاون على الصعيدين المحلي والدولي. وتمكّنت من التصدي، بفعالية، لفاشيات إنفلونزا الطيور ومتلازمة الالتهاب الرئوي الحاد الوخيم.

## المناصب التي تتولاها
وفي عام 2003 عُيّنت الدكتورة تشان في منصب مدير إدارة حماية البيئة البشرية بمنظمة الصحة العالمية. وعُيّنت، في يونيو 2005، مديرة لشؤون ترصد الأمراض السارية ومواجهتها، وممثلة المدير العام لمسائل جائحة الإنفلونزا. وفي سبتمبر 2005 عُيّنت في منصب المدير العام المساعد المسؤول عن دائرة الأمراض السارية.
وعُيّنت الدكتورة تشان في منصب المدير العام للمنظمة في 9 نوفمبر 2006. وتولت مهامها في 4 يناير 2007، وانتهت ولايتها في يونيو 2012 ولكن أُعيد انتخابها مجددا لغاية 2017.

## التكوين
حصلت الدكتورة تشان على ليسانس الآداب في الاقتصاد العائلي عام 1973، إضافة إلى حصولها على دكتوراه في الطب من جامعة ويسترن أونتاريو عام 1977، إضافة إلى درجة الماجستير في الصحة العامة في جامعة سنغافورة الوطنية، واتبعت أيضا برنامج مديري البرامج الإنمائية (التنمية الإدارية) في كلية التجارة في جامعة هارفارد في عام 1991.

## روابط خارجية
- مارغريت تشان على موقع الموسوعة البريطانية (الإنجليزية)
- مارغريت تشان على موقع مونزينجر (الألمانية)
- مارغريت تشان على موقع إن إن دي بي (الإنجليزية)